# Biserica Sfânta Elena din București
Biserica Sfânta Elena este o biserică romano-catolică aflată în strada Cuza Vodă din București, edificiu ridicat la începutul secolului al XX-lea de comunitatea maghiară a orașului. Lăcașul de cult servește drept sediu al Parohiei Romano-Catolice Sfânta Elena din Arhiepiscopia Romano-Catolică de București.

## Istoria

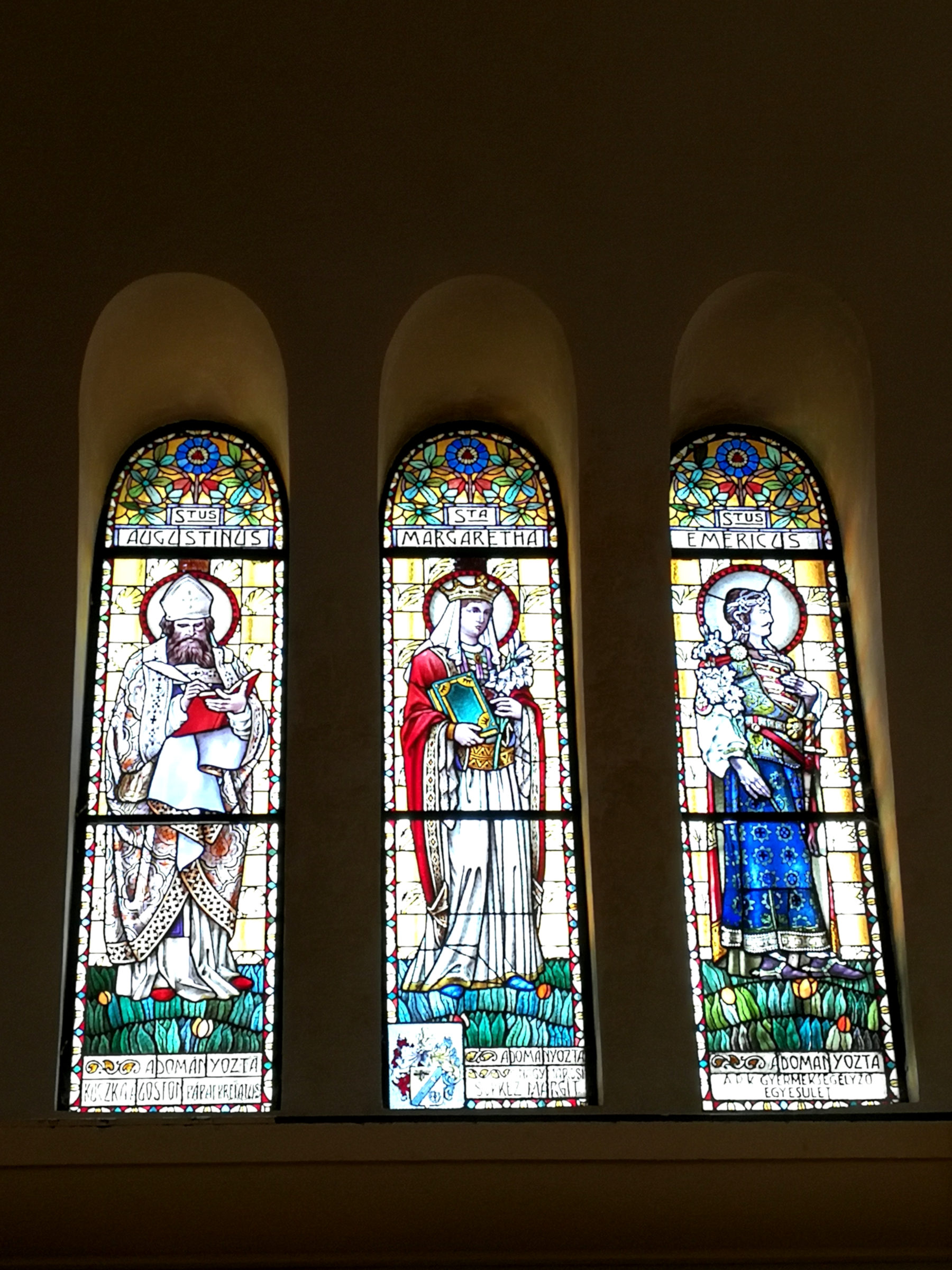
Sfântul Augustin, Sfânta Margareta a Ungariei și Sfântul Emeric

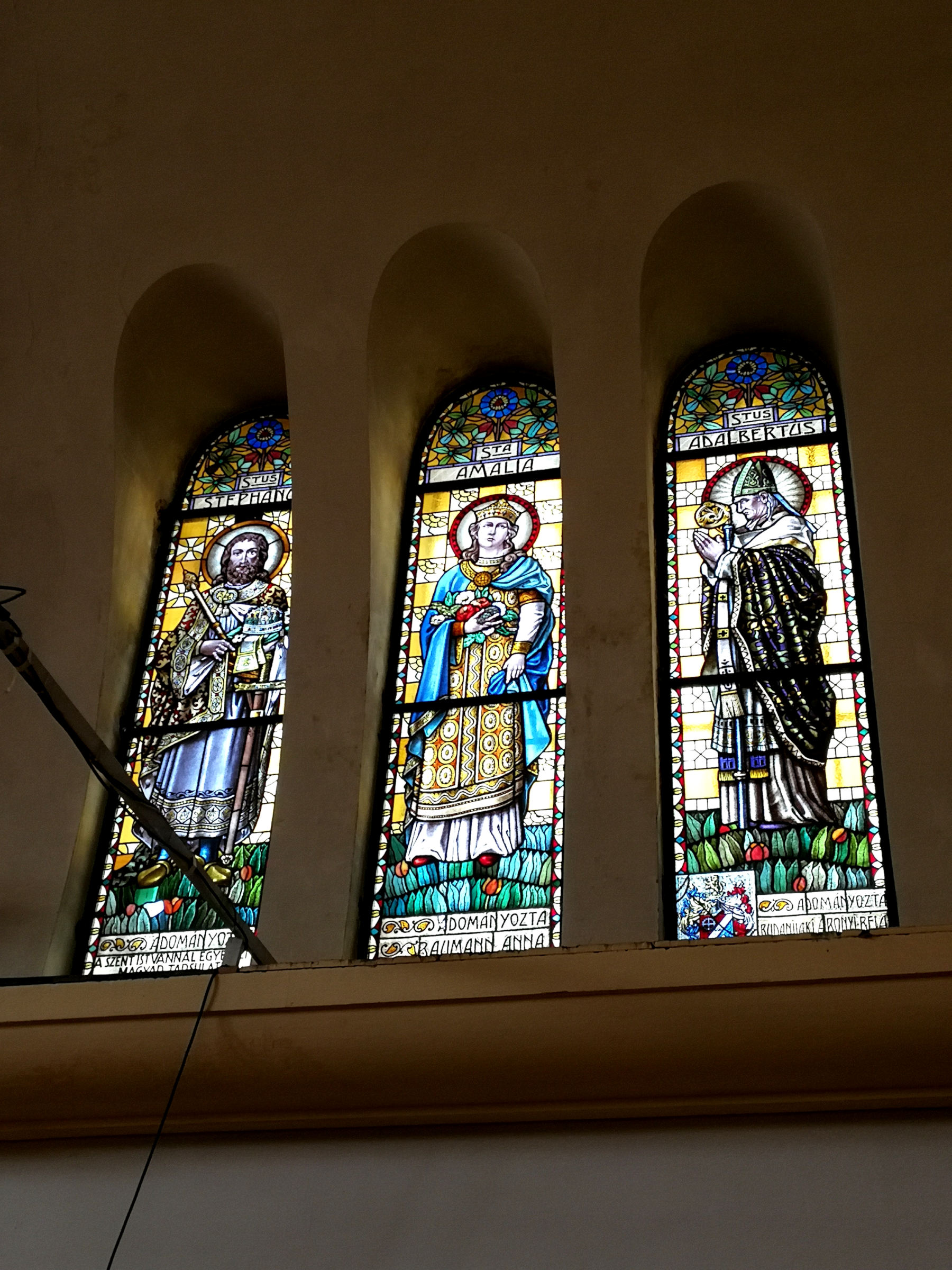
Ștefan I al Ungariei, Sfânta Amalia și Sfântul Adalbert

Biserica romano-catolică Sfânta Elena a fost ridicată la inițiativa prelatului Augustin Kuczka, pe atunci inspectorul școlilor catolice, care a considerat că ar fi necesară o capelă pe lângă Școala Catolică Maghiară din strada Cuza Vodă nr. 100. Principalii donatori au fost Asociațiile Sf. Ștefan și Sf. Ladislau din Budapesta, și Elena Sterian. În ziua de 3 iunie 1914 (21 mai după calendarul vechi), părintele Kuczka a sfințit piatra de temelie. 
A fost consacrată de arhiepiscopul Raymund Netzhammer la 7 ianuarie 1916 (25 decembrie 1915 după calendarul vechi), înconjurat de șase preoți, și în prezența a numeroși credincioși, elevi ai școlii maghiare din apropiere, oficialități austro-ungare etc. Numele patroanei bisericii, Sfânta Elena, fusese ales de prima mare donatoare a bisericii, Ilona (Elena) Sterian, dar care decedase la scurt timp după demararea lucrărilor.
Biserica este opera arhitectului Carol Cortobius (1874-1955) în stil Art Déco. Are un turn cu clopote și lângă ea se află o casă parohială cu o curte în care se găsește o grotă a Sfintei Fecioare Marie de la Fatima cu cei trei mici păstori.
Biserica a stat închisă între 1917 și 1929. În 1929 s-a reluat oficierea a trei liturghii cu cântece și predică în limba maghiară pe săptămână; în 1935 numai una singură.
Biserica „Sfânta Elena” este un loc de pelerinaj în fiecare lună, în ziua de 13, în amintirea apariției Fecioarei Maria de la Fátima.

## Parohia
În Parohia Sfânta Elena sunt înscrise 390 de familii catolice, iar numărul enoriașilor este de circa 1500. De asemenea are o filială în comuna Bragadiru, care cuprinde 7 familii și 20 de credincioși catolici.
Pe teritoriul parohiei activează Surorile Misionare Franciscane de Assisi. Biserica nu dispune de un cimitir propriu. Din punct de vedere administrativ Biserica Sfânta Elena aparține decanatului București-Sud.
Biserica Sfânta Elena a fost filie a Biserica Bărăția până în 1975 și apoi filie a parohiei Bisericii Sfânta Tereza până în 1985, când arhiepiscopul Ioan Robu a reînființat parohia Sfânta Elena, numind paroh pe pr. Ioan Solomon. Din 1988 a fost paroh pr. Francisc Trefas, iar din 2003 a fost creat un post de vicar parohial, ocupat mai întâi de Daniel Abalintoaiei. În prezent parohul bisericii este pr. Petru Husariu. 
La Biserica Sf. Elena a slujit și fericitul Anton Durcovici.

## Galerie

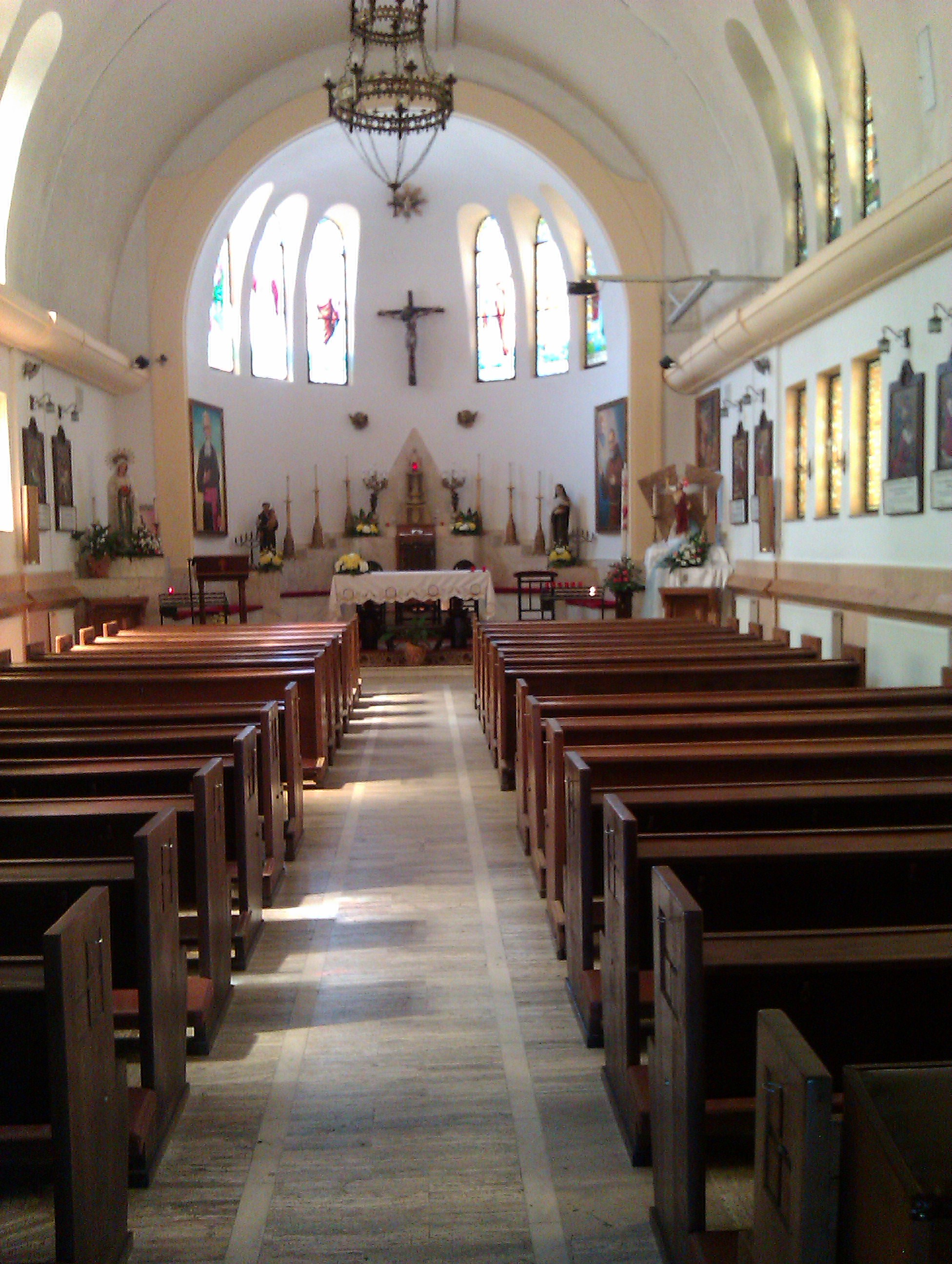
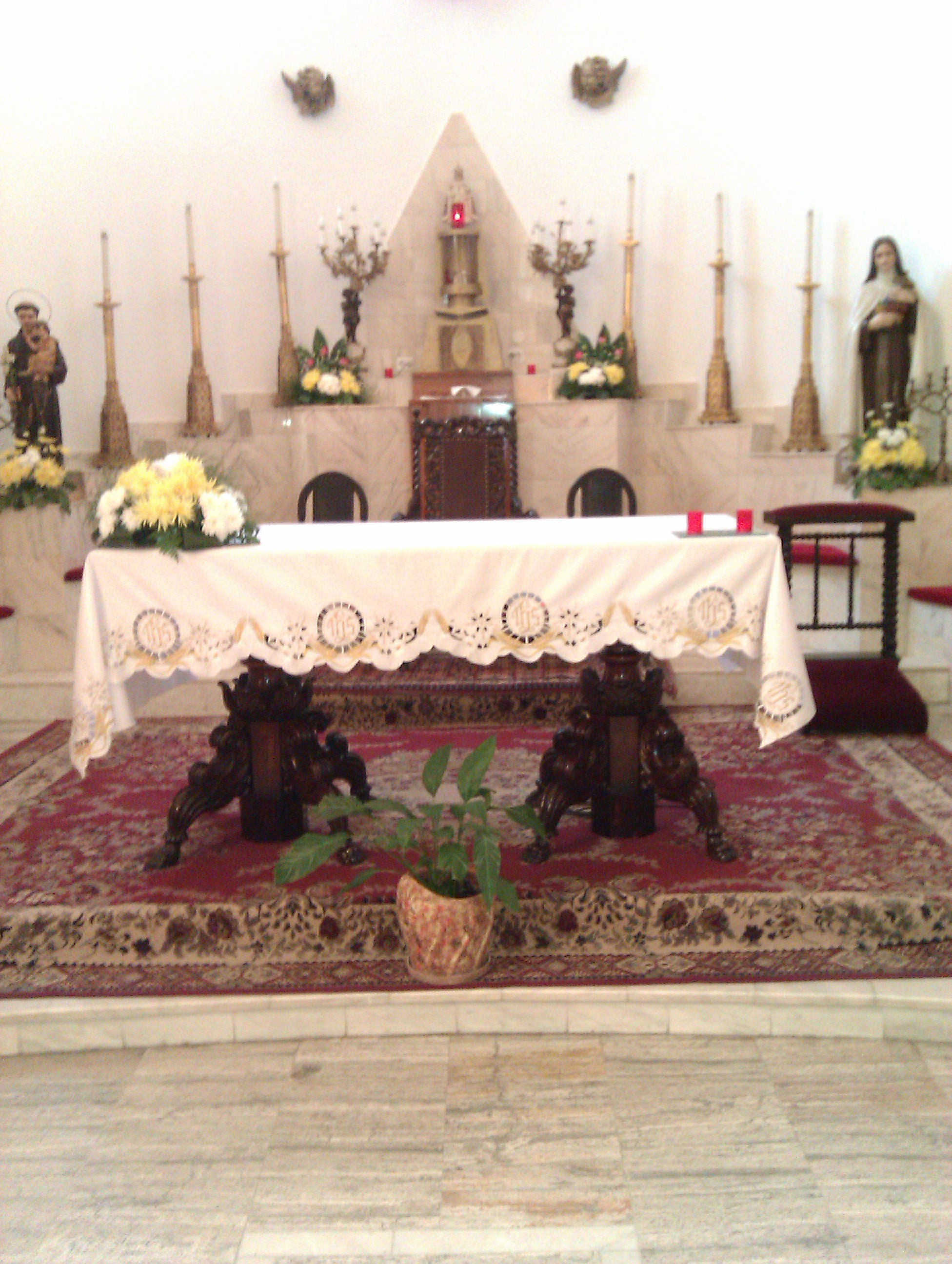
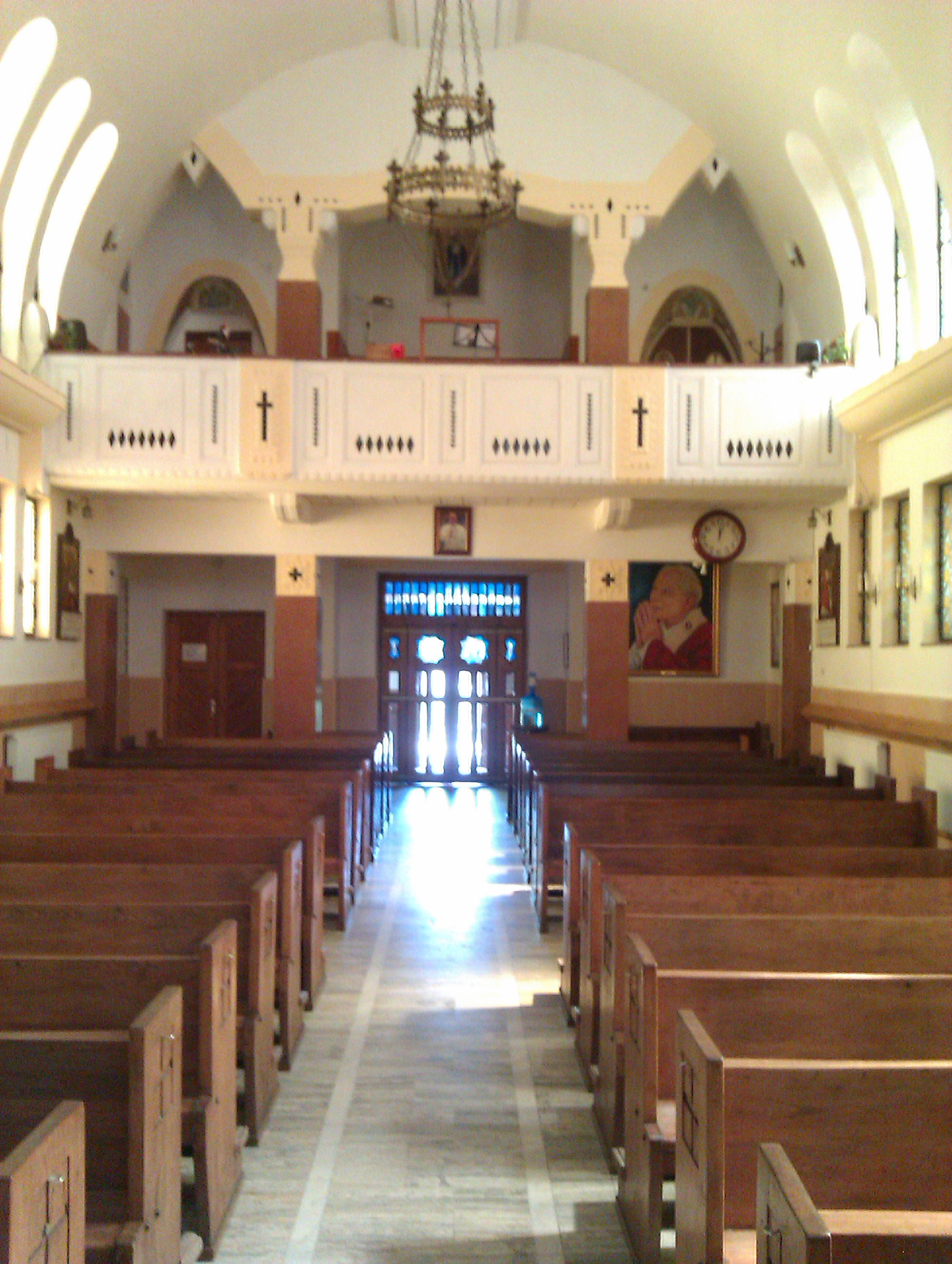
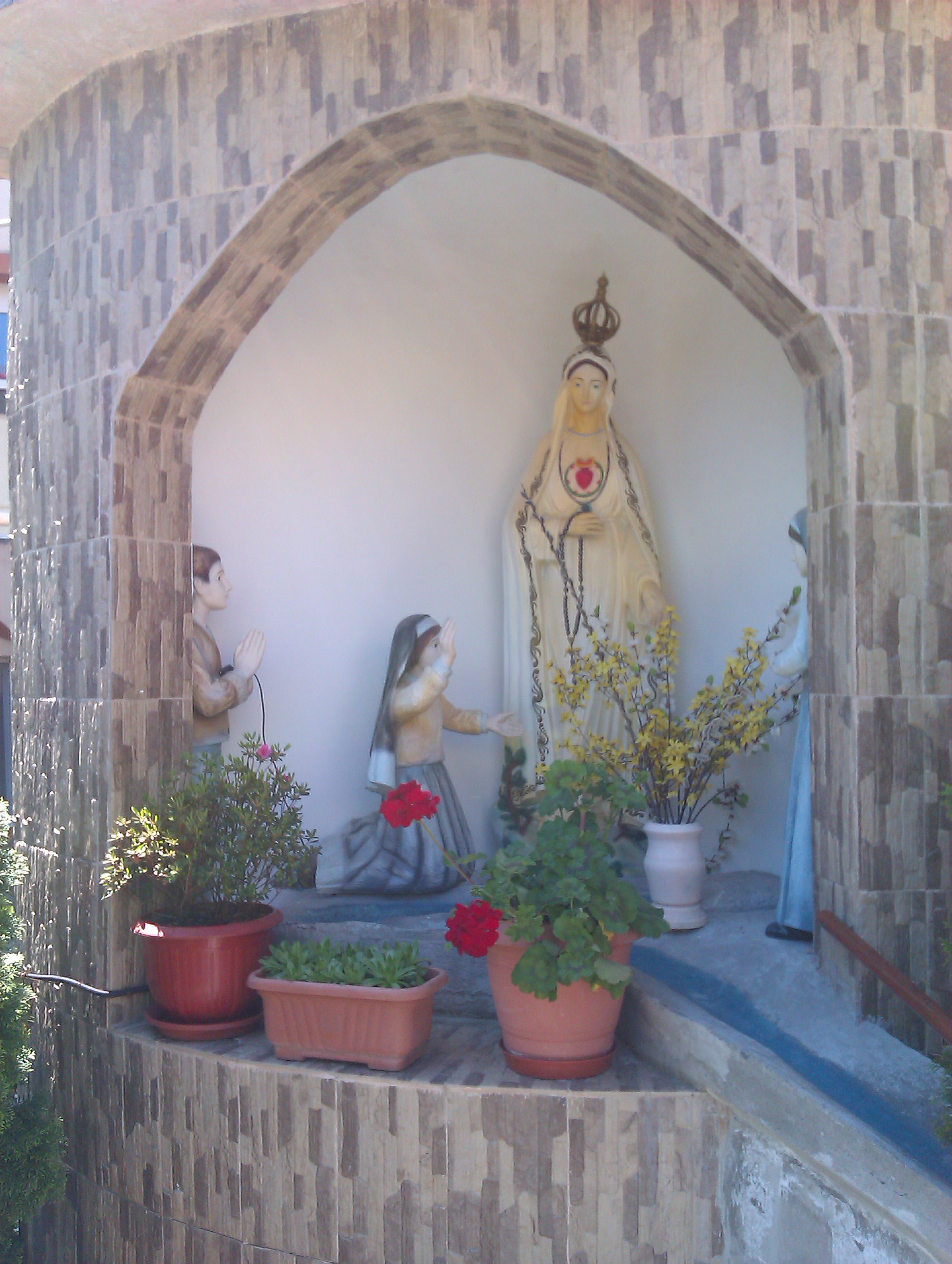
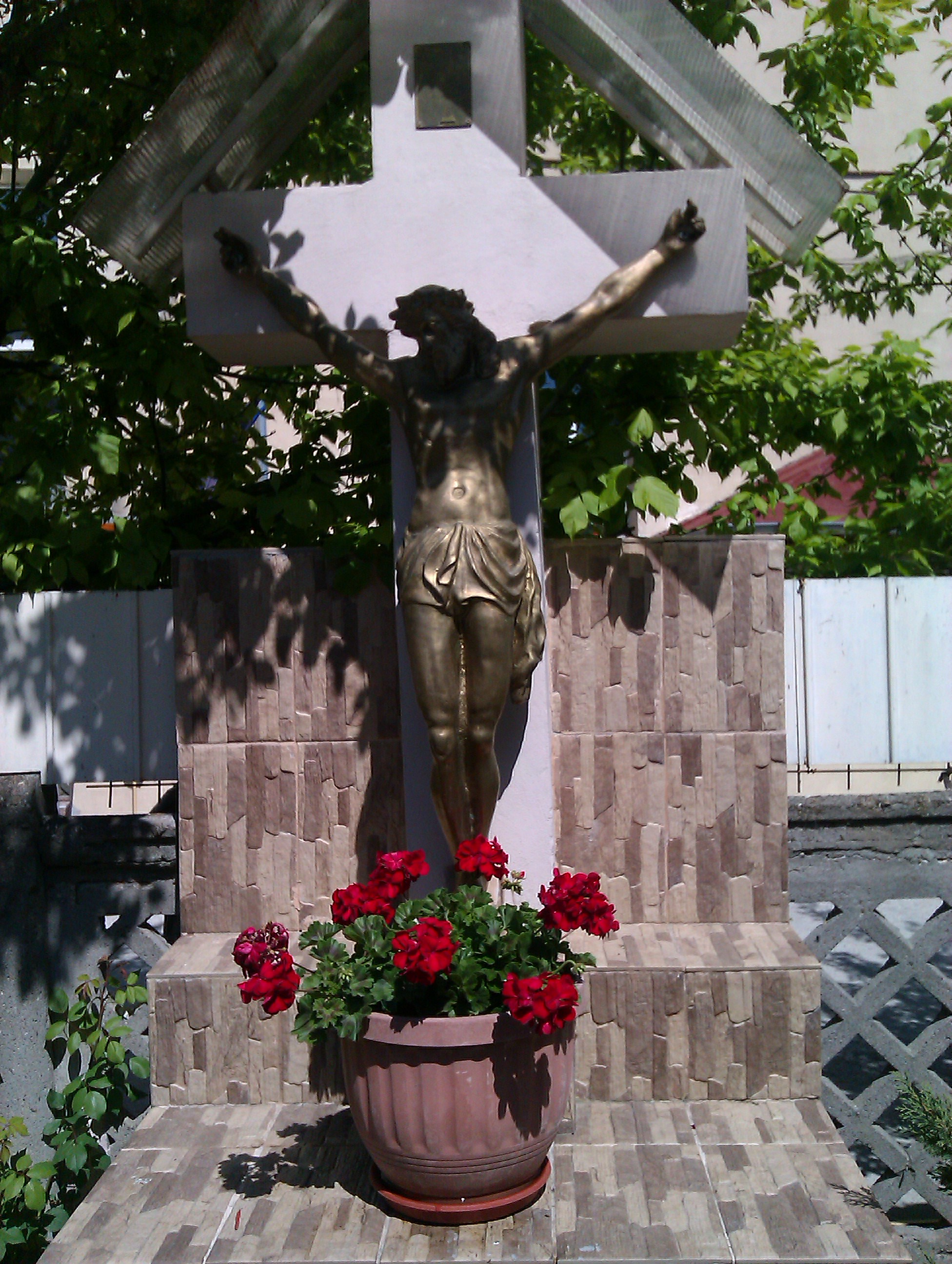